# Arackar licanantay
Arackar licanantay — вид ящеротазових динозаврів з групи титанозаврів (Titanosauria), що існував у пізній крейді (85—66 млн років тому). Описаний у 2021 році.

## Історія відкриття
Викопні рештки динозавра виявлені у 1993 році у відкладеннях формації Орнітос за 75 км на південь від міста Копіапо у регіоні Атакама на півночі Чилі. Знахідка включала хребці шиї та спини, плечову, стегнову і сідничну кістки. Рештки належали неповнолітній особині. На основі решток у 2021 році описано нові рід та вид Arackar licanantay, що з мови кунса перекладається як «кістки атакамців».

## Опис
Відомий зразок належав незрілому динозавру, який сягав 6,3 м завдовжки.